# USS Arizona (BB-39)
La USS Arizona (hull classification symbol BB-39) è stata una nave da battaglia della United States Navy appartenente alla classe Pennsylvania, chiamata così in onore dell'ammissione dello Stato dell'Arizona nell'Unione nel 1912.
Nonostante fosse entrata in servizio alla fine del 1916, non prese parte alla prima guerra mondiale, restando per tutta la durata della guerra nelle acque territoriali statunitensi. Poco dopo la fine della guerra, nel 1919, l'Arizona fu una delle navi utilizzate per scortare il presidente Thomas Woodrow Wilson alla conferenza di pace di Parigi, mentre all'inizio della guerra greco-turca fu inviata in Turchia in difesa degli interessi statunitensi nell'area. Alcuni anni più tardi fu trasferita alla Flotta del Pacifico e vi rimase per il resto della sua vita operativa.
Nel periodo fra le due guerre mondiali, dopo una modernizzazione globale tra il 1929 e il 1931, fu regolarmente utilizzata per le esercitazioni con il resto della flotta. Nell'aprile 1940, insieme al resto della Flotta del Pacifico, fu trasferita dalla California a Pearl Harbor, nelle Hawaii, in funzione di deterrente contro l'imperialismo giapponese.
Durante l'attacco giapponese su Pearl Harbor del 7 dicembre 1941, la nave fu colpita da una bomba, sganciata da un bombardiere giapponese, che provocò l'esplosione della santabarbara di prora, e quindi l'affondamento della nave in pochi secondi e la morte di 1177 membri dell'equipaggio rimasti intrappolati al suo interno: quasi la metà del totale delle vittime dell'attacco giapponese.
Il relitto della nave si adagiò sul fondo della baia e, a differenza di molte delle altre navi affondate o danneggiate nell'attacco, l'Arizona non fu mai completamente recuperata, anche se la Marina recuperò parti della nave per il loro riutilizzo. È una delle sole tre corazzate, insieme alla SMS Szent Istvan e alla HMS Barham, del cui affondamento esistono immagini filmate. Lo scafo giace ancora sul fondo della baia di Pearl Harbor e sopra di esso fu inaugurato un memoriale, chiamato "USS Arizona Memorial", il 30 maggio 1962 per commemorare le vittime dell'affondamento i cui resti sono ancora all'interno della nave.

## Descrizione

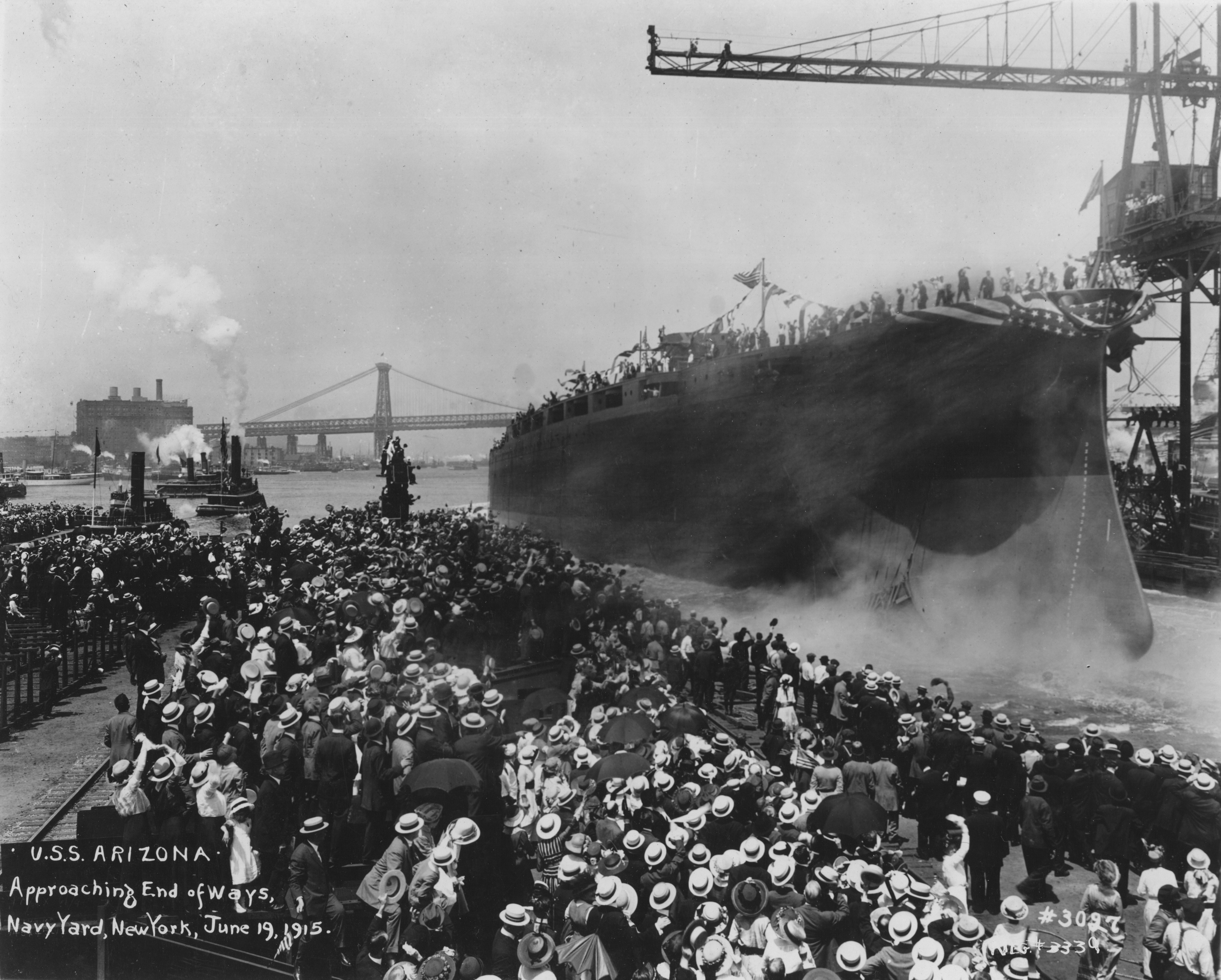
La USS Arizona il giorno del suo varo, il 19 giugno 1915

Le navi della classe Pennsylvania erano leggermente più grandi rispetto a quelle appartenenti alla precedente classe di corazzate, la Nevada. L'Arizona aveva una lunghezza complessiva di 185,32 metri (7,62 m più lunga delle corazzate della classe Nevada), e, a pieno carico, un'altezza di 29,57 m sulla linea di galleggiamento, un pescaggio di 8,84 m, un dislocamento di 32.429 tonnellate (4.060 t in più rispetto a quelle della classe Nevada), e un'altezza metacentrica di 2,38 m.
L'apparato di propulsione era formato da quattro turbine a vapore direct-drive Parsons, ognuna delle quali muoveva un'elica di 3,7 m di diametro.
Le turbine erano state progettate per produrre una potenza complessiva di 31.500 cavalli (23.500 kW), ma durante la fase di test ne furono misurati solamente 29.366 (21.898 kW) che le consentirono comunque di superare di poco la velocità progettuale di 21 nodi (39 km/h); nel corso di una prova nel settembre 1924 riuscì a raggiungere i 21,5 nodi (39,8 km/h). La nave fu progettata per trasportare normalmente 1.573 t di olio combustibile, con una capacità massima di 2.342 t, e a regime poteva tenere una velocità di 12 nodi (22 km/h) per circa 7.552 miglia nautiche (13.990 chilometri); inoltre aveva quattro generatori elettrici a turbina da 402 CV (300 kW) ciascuno.
L'armamento principale era rappresentato da dodici cannoni 356/45 (calibro 356 mm con canna lunga 45 calibri) in torri trinate numerate da I a IV procedendo da prua a poppa. I cannoni di ogni singola torre non potevano innalzarsi in maniera indipendente e l'elevazione massima era limitata a 15°, cosa che consentiva una gittata massima di 19,2 km, con una dotazione di cento proiettili per ogni cannone. La difesa contro il naviglio minore era affidata a cannoni calibro 127/51 montati in casematte singole ai lati dello scafo: in tale posizione, si rivelarono vulnerabili agli spruzzi dell'acqua di mare e quindi inutilizzabili con mare agitato; con un'elevazione massima di 15°, avevano una gittata di 12,85 km e una dotazione di duecentotrenta proiettili ciascuno. Era previsto che la nave montasse quattro cannoni calibro 76/50 per la difesa antiaerea, ma inizialmente ne furono installati solo due: la seconda coppia di cannoni fu aggiunta in seguito in cima alla torre III. L'Arizona includeva anche due tubi lanciasiluri da 533 mm con una riserva di ventiquattro siluri.
Per quanto riguarda la corazzatura, la classe Pennsylvania era stata progettata secondo il principio del "tutto-o-nulla", cioè solo le parti più importanti della nave erano ben difese. La cintura di armatura lungo la linea di galleggiamento era una corazzatura Krupp di 343 mm di spessore che copriva solamente i locali macchine e i depositi delle munizioni: aveva un'altezza totale di 5,33 m, di cui 2,68 m sotto la linea di galleggiamento; a cominciare da 0,71 m al di sotto della linea di galleggiamento, la cintura raggiungeva il suo spessore minimo di 203 mm. Alle estremità della nave, le paratie trasversali avevano uno spessore compreso tra gli 8 e i 13 centimetri. La corazzatura delle torri aveva uno spessore di 457 mm frontalmente, di 229/254 mm sui lati e di 127 mm sulla parte superiore. L'armatura delle barbette andava da 114 a 457 mm. La torre di comando era protetta da un'armatura di 406 mm lateralmente e 203 mm superiormente.
L'armatura del ponte principale era composta da tre lastre con uno spessore totale di 76 mm. In corrispondenza dei meccanismi del timone l'armatura aumentava a 159 mm attraverso l'aggiunta di due piastre. Il ponte inferiore variava da 38 a 51 mm di spessore. I fumaioli delle caldaie erano protetti da uno scudo conico con uno spessore che andava da 230 a 380 mm. La protezione anti-siluri era formata da una paratia posta all'interno della nave a una distanza di 2,9 m dalle fiancate esterne e inoltre la nave era dotata di un doppio fondo completo. Un test effettuato a metà del 1914 rivelò che questo sistema di protezione avrebbe potuto sopportare l'onda d'urto provocata dall'esplosione di 140 kg di tritolo.

## Storia

### Costruzione e test

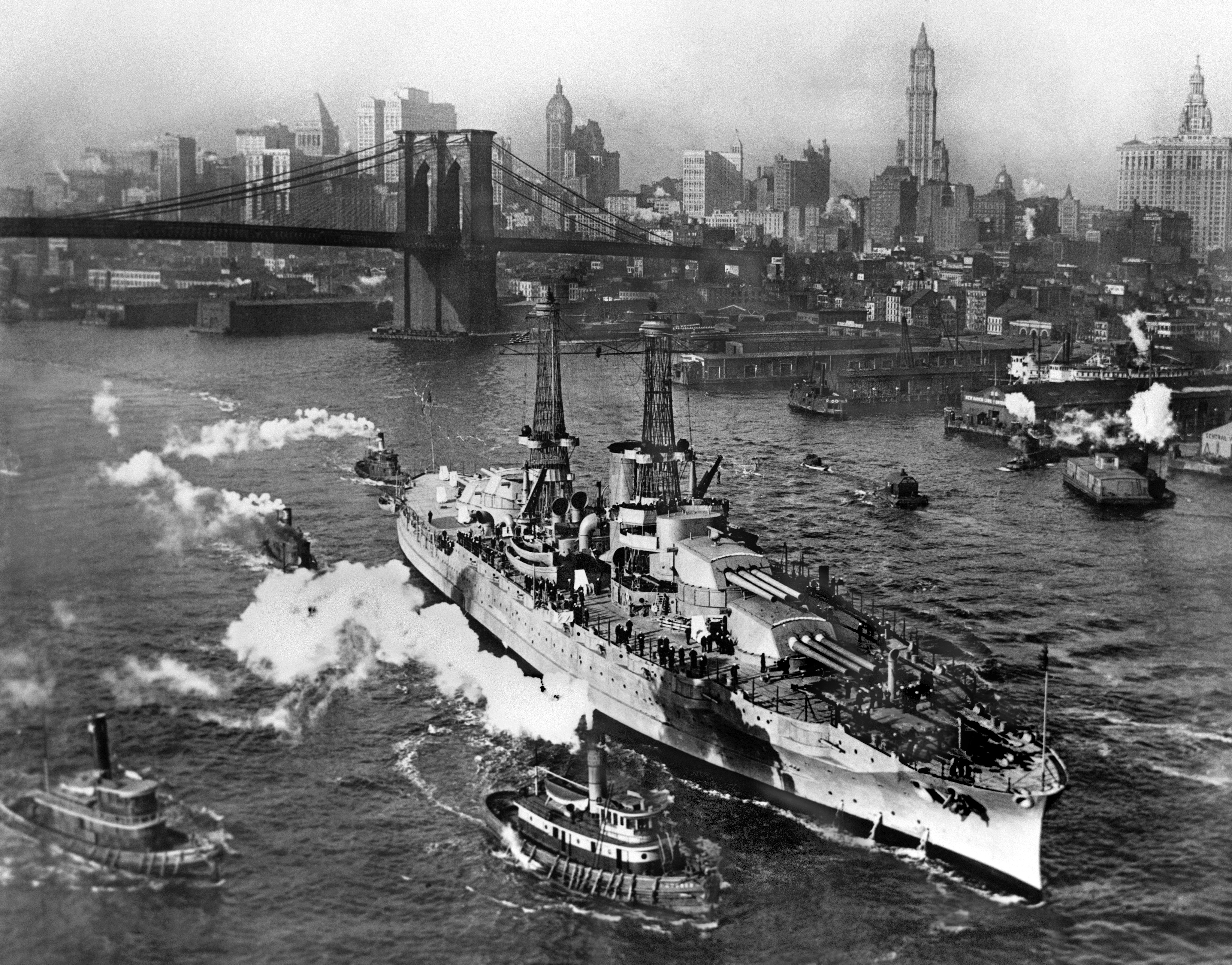
L'Arizona nell'East River, a New York nel 1916

Il 4 marzo 1913 il Congresso degli Stati Uniti d'America autorizzò la costruzione dell'Arizona, seconda e ultima nave, insieme alla sorella USS Pennsylvania, della sua classe. La posa della chiglia avvenne la mattina del 16 marzo 1914 alla presenza dell'allora vice segretario della Marina Franklin Delano Roosevelt. I proprietari dei cantieri navali avrebbero voluto stabilire un nuovo record mondiale dei tempi di costruzione, impiegando solo dieci mesi tra la posa della chiglia e il varo di quella che il The New York Times definì "... la più grande e potente, sia in senso difensivo che offensivo, super-corazzata mai costruita al mondo", ma un anno più tardi solo poco più della metà della nave era stato completato. Il 19 marzo 1915, ovvero a circa quindici mesi dalla posa della chiglia, avvenne il varo della nave, alla quale il segretario alla Marina degli Stati Uniti d'America, Josephus Daniels, diede il nome del più recente Stato entrato a far parte dell'Unione, l'Arizona.
Il The New York Times stimò che 75 000 persone parteciparono al varo della nave, tra cui John Purroy Mitchell, sindaco di New York, George W. P. Hunt, governatore dell'Arizona, e numerosi alti ufficiali; molte altre navi da guerra erano ancorate nelle vicinanze, tra le quali diverse delle nuove corazzate già entrate in servizio (USS Florida, USS Utah, USS Wyoming, USS Arkansas, USS New York e USS Texas). A Esther Ross, figlia di una famiglia di pionieri dell'Arizona, fu dato l'onore di varare e battezzare la nave; come segno di apprezzamento per la recente legge sul proibizionismo, il governatore dello Stato decise che sarebbero state utilizzate due bottiglie: una piena di spumante proveniente dall'Ohio, e una seconda contenente acqua proveniente dalla diga Theodore Roosevelt. Dopo il varo, l'Arizona fu rimorchiata al New York Navy Yard, in modo da poterla armare.
L'Arizona entrò, infine, in servizio il 17 ottobre 1916 sotto il comando di John D. McDonald. Dopo aver testato il sistema di propulsione nel bacino di carenaggio e aver provveduto alla compensazione della declinazione magnetica della bussola, la nave salpò da New York il 10 novembre 1916 dirigendosi verso sud per la "crociera di collaudo". Il 7 dicembre, nei pressi della baia di Guantánamo, un malfunzionamento di una turbina costrinse la Marina a ordinare il ritorno dell'Arizona a New York per effettuare le opportune riparazioni; durante il viaggio, tra il 19 e il 20 dicembre, presso la baia di Chesapeake, la nave riuscì comunque a testare le batterie di cannoni principali e secondari. Tornata in porto, la turbina danneggiata non poté essere riparata dall'interno della nave, e fu quindi necessario tagliare parte dei ponti superiori per poterla estrarre e riparare; il tutto fu poi rimontato dopo quasi quattro mesi di lavori.

### Prima guerra mondiale

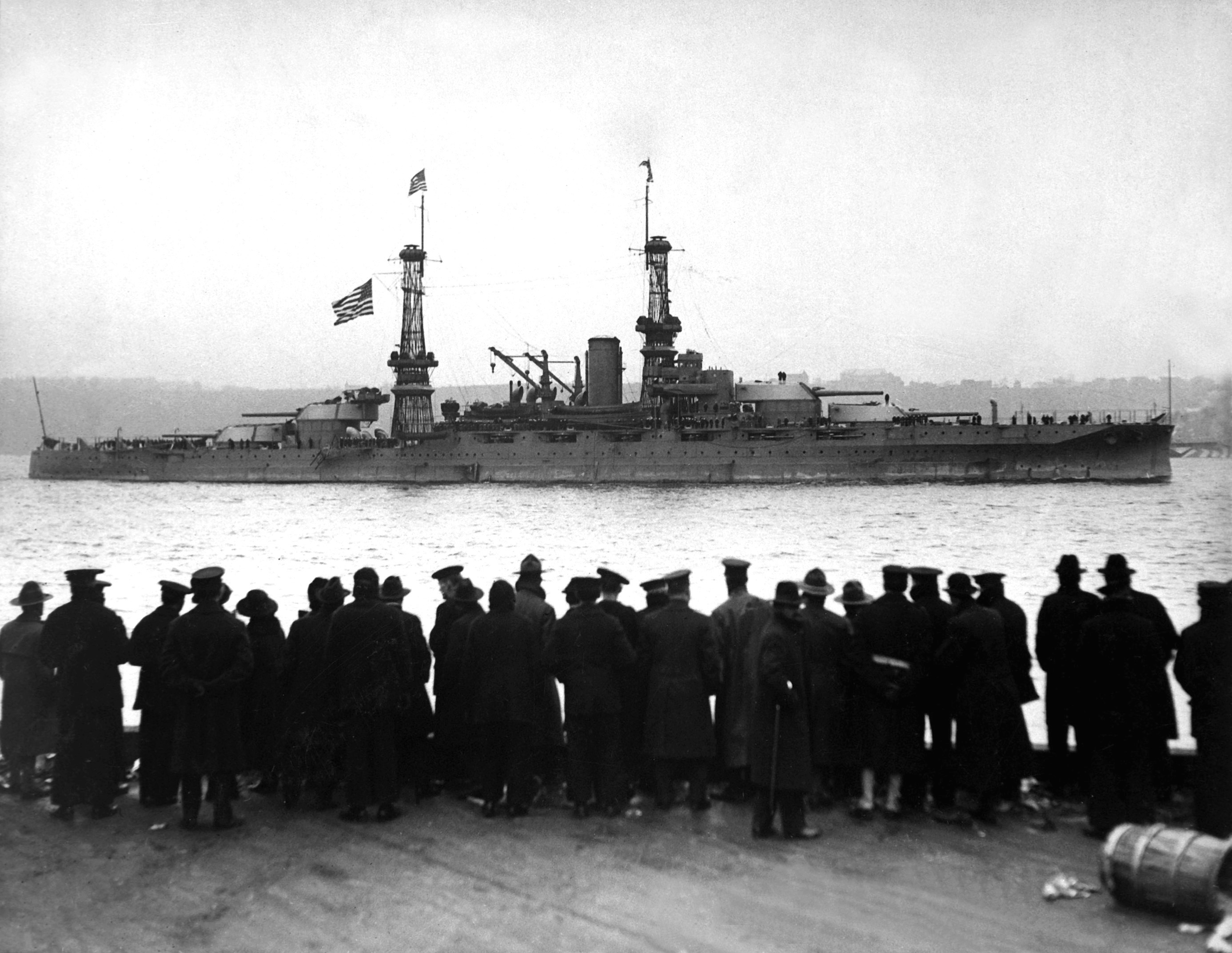
L'Arizona dopo le riparazioni nei cantieri navali di New York

L'Arizona lasciò il cantiere dove era stata riparata il 3 aprile 1917. Tre giorni dopo gli Stati Uniti dichiararono guerra alla Germania, venendo così coinvolti nella prima guerra mondiale. L'Arizona fu assegnata alla "Battleship Division 8" che operava al largo della foce del fiume York: qui venne impiegata solo come nave da addestramento al tiro per i membri degli equipaggi della Marina che prestavano servizio a bordo delle navi mercantili armate utilizzate nei convogli che attraversavano l'Atlantico; poco dopo la dichiarazione di guerra, otto dei suoi cannoni secondari da 127 mm furono rimossi per equipaggiare alcune navi mercantili. Durante il primo conflitto mondiale, l'Arizona raramente si avventurò in mezzo alle acque dell'Atlantico, soprattutto per timore della presenza degli U-Boot; quando lo fece, fu solo in compagnia di altre unità da battaglia e di scorta.
La guerra si concluse con l'armistizio di Compiègne l'11 novembre 1918; una settimana dopo l'Arizona lasciò gli Stati Uniti per il Regno Unito, dove arrivò il 30 novembre. Dopo essere rimasta ormeggiata a Portland Harbor per due settimane, salpò per la Francia il 13 dicembre, unendosi ad altre nove navi da guerra e a ventotto cacciatorpediniere per scortare a Brest il transatlantico SS George Washington su cui viaggiava il presidente Woodrow Wilson per partecipare alla conferenza di pace di Parigi. Le dieci navi ripartirono il giorno successivo e impiegarono meno di due settimane per attraversare l'Atlantico, arrivando a New York il 26 dicembre per le parate e i festeggiamenti per la vittoria e per la rivista navale da parte del segretario Daniels. Insieme a molte altre navi da guerra, l'Arizona fu ancorata nel porto di New York e lasciata aperta al pubblico.

### Anni venti

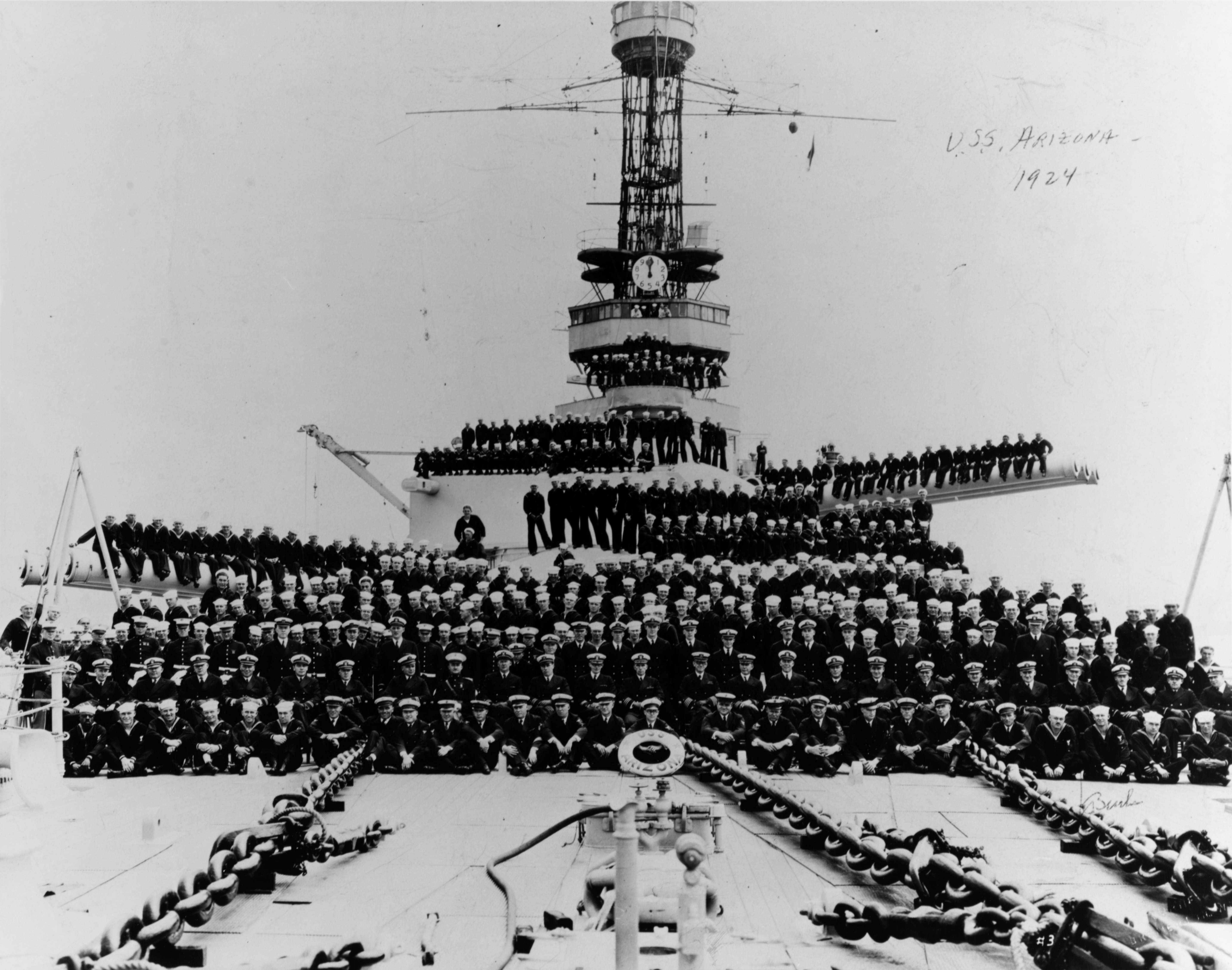
L'Arizona assieme al suo equipaggio (1924)

Nel gennaio 1919 l'Arizona salpò da New York per Hampton Roads, continuando poi verso sud e arrivando l'8 febbraio a Guantánamo; il tempo trascorso nelle acque dei Caraibi venne principalmente utilizzato per l'addestramento al combattimento dell'equipaggio e per le manovre con la flotta. Nel mese di aprile, l'equipaggio dell'Arizona vinse per il secondo anno consecutivo la Battenberg Cup e subito dopo la nave fu inviata in Europa per scortare il presidente degli Stati Uniti durante il viaggio di ritorno dalla Francia. Mentre la nave si trovava in Francia, in attesa della partenza del presidente, fu dirottata a Smirne, in Turchia, a causa delle tensioni politiche sorte tra Grecia e Regno d'Italia sull'assegnazione della città alla Grecia sancito dal trattato di Sèvres; sia il governo greco che quello italiano avevano inviato nell'area una propria nave da guerra (Georgios Averof e Duilio, rispettivamente) per far valere i propri interessi. Poco dopo l'arrivo dell'Arizona a Smirne, le forze greche di terra riuscirono a sbarcare nel porto e la situazione caotica che ne derivò fece sì che molti civili statunitensi cercassero rifugio a bordo della nave.
Quando la crisi si placò, all'Arizona fu ordinato di fare ritorno in patria passando per Costantinopoli (oggi Istanbul); la nave arrivò a New York il 15 giugno. Il 30 giugno fu portata nel cantiere navale di New York per una revisione durante la quale i sei cannoni da 127 mm vennero rimossi e il sistema di controllo del fuoco ammodernato. Nel gennaio del 1920 i lavori furono completati e la corazzata poté salpare in direzione della baia di Guantánamo per poter continuare l'addestramento dell'equipaggio; durante questo periodo, l'Arizona venne dotata di una piattaforma per permettere il decollo di piccoli aerei, simile a quella montata sulla Texas nel marzo 1919. Nel mese di aprile, l'Arizona perse la Battenberg Cup contro la USS Nevada e nel mese di giugno fu presente per la cerimonia della consegna dei diplomi dell'accademia navale. Nel mese di agosto la nave divenne l'ammiraglia della Battleship Division 8, sebbene soltanto alla fine degli anni venti venisse raddobbata per poter diventare una vera nave ammiraglia.
In compagnia di sei navi da battaglia e diciotto cacciatorpediniere, l'Arizona venne inviata nuovamente a sud, transitando per il canale di Panama, nel gennaio 1921. Dopo l'incontro con la flotta del Pacifico, l'Arizona continuò la navigazione dirigendosi verso le coste del Perù, al largo delle quali le due flotte combinate si esercitarono per una settimana in diverse manovre. Dopo un breve ritorno nell'oceano Atlantico, comprendente una piccola revisione a New York, l'Arizona fece ritorno nel Perù durante l'estate, e infine iniziò ad operare dal porto di San Pedro, vicino a Los Angeles in California, che rimase il porto di riferimento della nave fino al 1940.
Per il resto degli anni venti, il servizio dell'Arizona consisté in esercitazioni di routine. Lo storico navale Paul Stillwell osservò che "gli anni del Pacifico furono un periodo di grande monotonia" e la cronologia dei movimenti della nave era piena di frasi come "esercitazione di difesa anti-siluri", "esercitazioni di battaglia", "esercitazioni di artiglieria", "in rotta verso ...", e "ancorata a ...". In quegli anni si svolsero anche competizioni annuali, che iniziarono nel 1923, durante le quali si simulavano grandi operazioni tra flotte contrapposte: le prime due simularono un attacco al canale di Panamá da ovest e nel 1925 una prova di difesa delle isole Hawaii, mentre altre simulazioni compresero azioni nei Caraibi, in America Centrale e nelle Indie Occidentali. Il 27 luglio 1923 la nave partecipò alla rivista navale da parte del presidente Warren Gamaliel Harding presso Seattle; Harding morì appena una settimana dopo e l'Arizona raggiunse la flotta del Pacifico, per un saluto in suo onore, il 3 agosto.

### Modernizzazione
Quattro mesi dopo l'esercitazione Fleet problem IX del gennaio 1929, l'Arizona fu modernizzata nel cantiere navale di Norfolk: furono sostituiti i vecchi sistemi di puntamento con tipi più moderni, i cannoni da 127 mm furono ridotti a 12 e spostati nella parte più alta del ponte, mentre gli 8 cannoni contraerei da 127/25 furono sostituiti con cannoni da 76 mm; le torri principali della nave furono modificate per aumentare l'elevazione massima delle artiglierie, e la catapulta ad aria compressa sul cassero di poppa fu sostituita da una a polvere nera. La corazzatura del ponte venne aumentata mediante l'aggiunta di uno spessore da 44 mm in acciaio speciale e alla nave furono aggiunte una controcarena anti-siluro e paratie supplementari ai lati dei vani caldaia. Le turbine ad alta pressione vennero sostituite da turbine più potenti, con riduttore ad ingranaggi, provenienti dalla corazzata USS Washington, la cui costruzione era stata cancellata, e sei nuove caldaie sostituirono quelle montate in precedenza. I miglioramenti incrementarono il dislocamento, come dimostrarono le prove in mare: l'Arizona era in grado di raggiungere una velocità di 20,7 nodi (38,3 km/h), con una potenza di 35.081 hp (26.160 kW) a un dislocamento di 38.258 t.

### Anni trenta

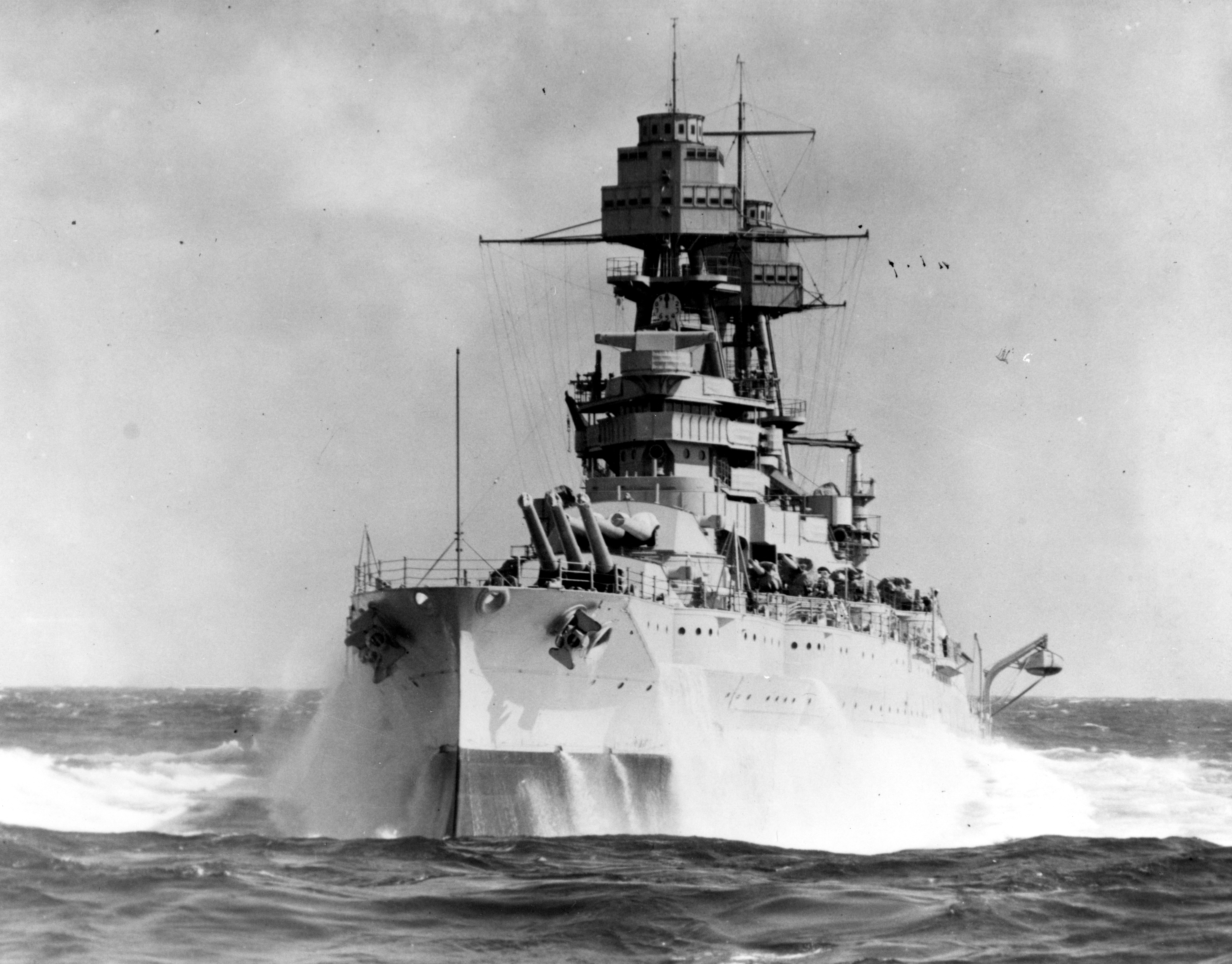
L'Arizona dopo i lavori di ammodernamento degli anni 30

Il 19 marzo 1931, prima che fosse sottoposta alle prove post-modernizzazione in mare, la nave ospitò il presidente Herbert Hoover per una breve vacanza nei Caraibi durante la quale il presidente visitò Porto Rico e le Isole Vergini. Ritornata dai Caribi, il 29 marzo l'Arizona poté condurre le prove in mare presso Rockland, nel Maine, dove fu dotata di un'altra catapulta montata sulla parte superiore della terza torre. Nel mese di agosto fu trasferita sulla costa occidentale con la sorella Pennsylvania. Nel febbraio del 1932 la nave partecipò alla XIII edizione dei Fleet problem durante i quali, assieme a una portaerei, riuscì con successo a simulare un attacco a Pearl Harbor. Dopo il ritorno sulla costa ovest dalla XIV edizione dei Fleet problem del 1933, la nave si trovava a San Pedro quando, il 10 marzo, un terremoto colpì la California nei pressi di Long Beach: i marinai della nave si unirono agli sforzi per portare i soccorsi, curando i feriti, fornendo cibo e assicurando la sicurezza contro i saccheggi.
Nei primi mesi del 1934 la nave e il suo equipaggio presero parte ad un film di James Cagney per la Warner Brothers, Marinai all'erta (Here Comes the Navy), che fece ampio uso di riprese esterne e a bordo. La mattina del 26 luglio l'Arizona entrò in collisione con un peschereccio, l'Umatilla, mentre questo era rimorchiato da un altro peschereccio al largo di capo Flattery: due uomini a bordo dell'Umatilla morirono nella collisione e la Marina statunitense convocò una commissione d'inchiesta per indagare sull'incidente. La corte raccomandò che il capitano della nave, MacGillivray Milne, venisse giudicato dalla corte marziale; questo avvenne presso la base navale di Guantánamo, a Cuba, mentre la nave stava partecipando ai Fleet problem di quell'anno al largo della costa orientale: il capitano Milne fu giudicato colpevole e quindi sostituito, dopo il ritorno della nave alla costa occidentale, dal capitano George Baum. Nel frattempo, l'ammiraglio Samuel W. Bryant assunse il comando della Battleship Division 2 il 4 settembre, con l'Arizona come nave ammiraglia.
L'ammiraglio George Pettengill rilevò Bryant il 4 marzo 1935 e la nave partecipò due mesi più tardi alla XVI edizione dei Fleet Problem. L'Arizona fece poi una visita al porto di Balboa, a Panama, e nel maggio del 1936 partecipò alla XVII edizione dei Fleet Problem. L'8 giugno il capitano George A. Alexander sostituì Baum come comandante della nave e, dopo quindici giorni, il contrammiraglio Claude C. Bloch rilevò Pettengill. Durante una delle esercitazioni d'artiglieria, il 24 luglio, i gas di combustione derivanti dai cannoni della torre II entrarono nella torre stessa e dando fuoco ad un membro dell'equipaggio: il sistema antincendio della torre era in funzione per evitare esplosioni della polvere, ma l'acqua che si riversò sul quadro elettrico della torre provocò un piccolo incendio che però venne facilmente spento. Negli anni seguenti, a causa del budget limitato della Marina, la nave trascorse la maggior parte del tempo in porto, in modo da risparmiare carburante: tra il 1936 e il 1937 la nave rimase ancorata per 267 giorni, mentre tra il 1937 e il 1938 vi rimase per 255 giorni. La nave trascorse il resto della sua vita operativa ormeggiata sulla costa occidentale o alle Hawaii.

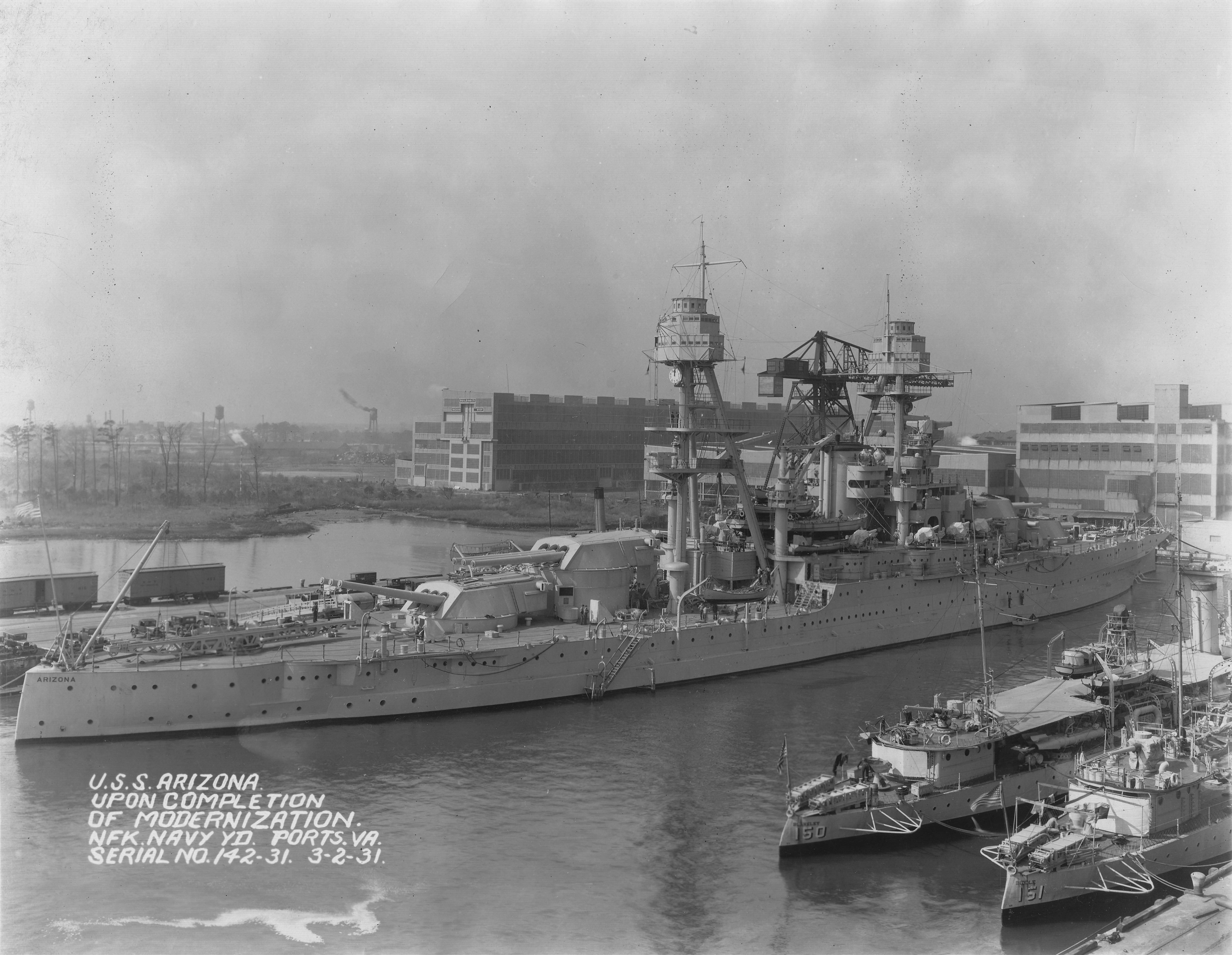
L'Arizona dopo il suo ammodernamento nel 1931

Il 2 gennaio 1937 l'ammiraglio John Greenslade assunse il comando della Battleship Division 2 e il 13 aprile trasferì la sua bandiera sulla corazzata USS Maryland. Il 7 agosto sull'Arizona arrivò l'ammiraglio Manley Simons, comandante della Battleship Division 1, sostituito dall'ammiraglio Adolphus Wilson l'8 novembre; mentre il capitano Alfred Winsor Brown rilevò il comando della nave dal capitano Alexander l'11 dicembre. La nave partecipò alla XIX edizione dei Fleet Problem al largo delle Hawaii nei mesi di aprile-maggio 1938. Il capitano Brown morì nel sonno il 7 settembre e il capitano Isaac C. Kidd assunse il comando della nave il 17 seguente; lo stesso giorno l'ammiraglio Chester Nimitz assunse il comando della Battleship Division 1 venendo poi sostituito il 27 maggio 1939 dall'ammiraglio Russell Willson.
L'ultima edizione dei Fleet Problem a cui l'Arizona partecipò fu quella che si svolse al largo delle Hawaii tra aprile e maggio 1940; alla sua conclusione, la flotta del Pacifico fu mantenuta nelle acque delle Hawaii, di base a Pearl Harbor, come elemento di dissuasione verso i giapponesi. La corazzata fu revisionata nei cantieri navali dello stretto di Puget, presso Bremerton nello Stato di Washington, tra ottobre 1940 e gennaio 1941, e il suo armamento antiaereo venne aumentato a dodici cannoni da 127 mm; furono inoltre installate le strutture per un radar di ricerca e, in cima all'albero maestro, furono montate quattro postazioni per altrettante mitragliatrici Browning M2.
Il suo ultimo cambiamento di bandiera si verificò il 23 gennaio 1941, quando Wilson fu sostituito dall'ammiraglio Isaac C. Kidd. Il 3 febbraio il capitano Franklin Van Valkenburgh assunse il comando della nave. L'ultima esercitazione della corazzata si svolse la notte del 4 dicembre in compagnia delle corazzate Nevada e Oklahoma; tutte e tre le navi furono poi ormeggiate lungo le banchine dell'Isola Ford il giorno successivo. Il 6 dicembre, vigilia dell'attacco giapponese a Pearl Harbor, la nave officina Vestal si affiancò all'Arizona per assistere l'equipaggio della nave nell'effettuare alcune piccole riparazioni.

### Attacco di Pearl Harbor

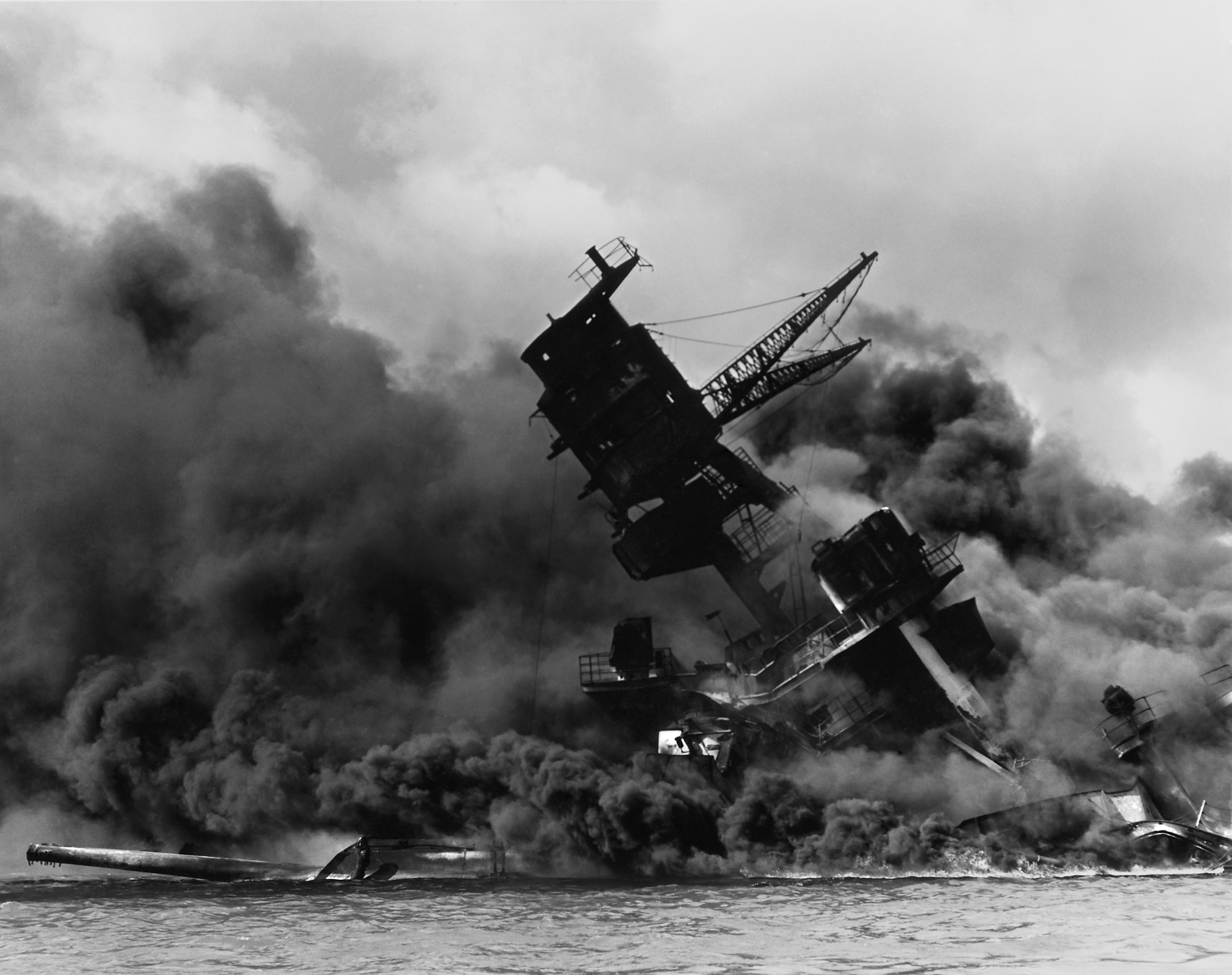
L'Arizona in fiamme dopo l'attacco giapponese a Pearl Harbor

Poco prima delle 08:00, ora locale, del 7 dicembre 1941, aerei giapponesi provenienti da sei portaerei colpirono la Flotta del Pacifico ancorata nel porto di Pearl Harbor, devastando l'intera linea delle navi da battaglia e le strutture difensive della base. A bordo dell'Arizona l'allarme antiaereo venne dato circa alle 07:55 seguito poco dopo dall'ordine di raggiungere i posti di combattimento. Poco dopo le 08:00, la nave fu attaccata da dieci aerosiluranti Nakajima B5N "Kate", cinque decollati dalla Kaga e cinque dalla Hiryū: tutti i B5N trasportavano bombe perforanti da 798 kg. I cinque aerei della Kaga, volando ad un'altitudine stimata di 3.000 metri, bombardarono dal centro nave verso la poppa, mentre poco dopo i bombardieri provenienti dalla Hiryu bombardarono la prua.
Quattro bombe colpirono in pieno la nave e altre tre la sfiorarono; inizialmente si ritenne che la nave fosse stata silurata, anche se nessun danno da siluro fu poi riscontrato. La prima bomba rimbalzò sulla torre IV e penetrò il ponte fino a esplodere nella cambusa del capitano, provocando un piccolo incendio. La seconda cadde a prua, a lato del boccaporto vicino all'albero maestro, esplodendo poi probabilmente in prossimità della protezione antisiluri. La bomba successiva esplose invece vicino alla parte posteriore del cannone antiaereo da 127 mm.

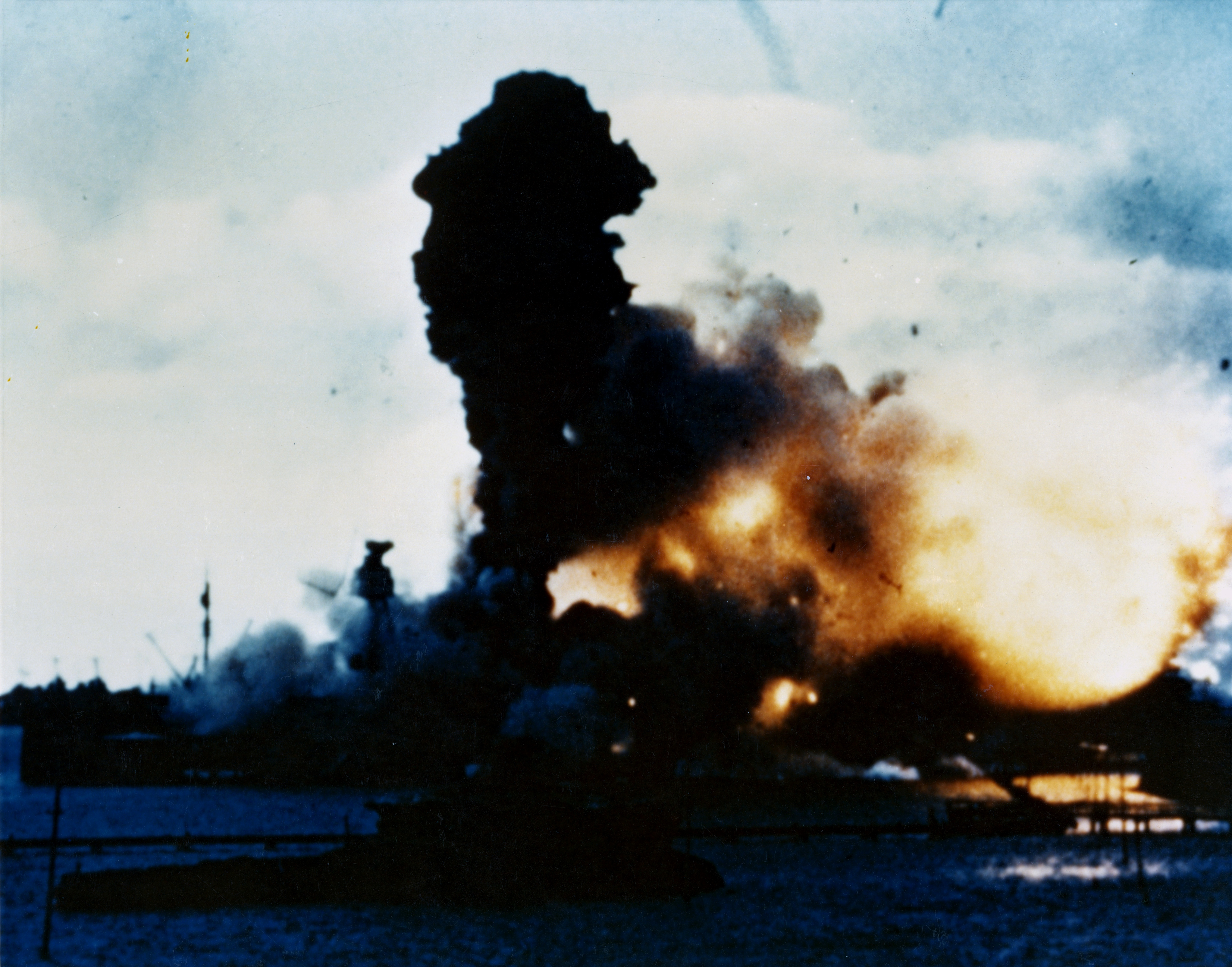
L'esplosione della santabarbara di prora dell'Arizona durante l'attacco giapponese

L'ultima bomba impattò alle 08:06 nei pressi della torre II, probabilmente penetrando il ponte corazzato vicino ai depositi munizioni situati nella parte anteriore della nave. Anche se i resti della nave non erano molti per poter giudicare la posizione esatta dell'impatto, i suoi effetti furono indiscutibili: circa sette secondi dopo il colpo, la santabarbara esplose squarciando i fianchi della nave e distruggendo gran parte della struttura interna della parte anteriore; ciò provocò il collasso delle torri anteriori e della torre di comando che si abbassarono di circa 7–9 m. L'esplosione uccise 1.177 dei 1.512 membri dell'equipaggio che si trovavano a bordo al momento dell'esplosione: oltre la metà delle vite perdute durante l'intero attacco. In seguito si scatenarono furiosi incendi che continuarono a bruciare per due giorni; vi fu anche una continua pioggia di detriti sull'isola Ford e nelle sue vicinanze. L'esplosione produsse incendi anche sulla Vestal, ancorata a fianco della corazzata.
Due teorie sorsero circa la causa dell'esplosione. Secondo la prima, l'esplosione della bomba sarebbe avvenuta nella zona di immagazzinamento della polvere nera per i cannoni utilizzati per le salve di saluto e per le catapulte; questa sarebbe esplosa e avrebbe a sua volta provocato l'esplosione del magazzino della polvere senza-fumo utilizzata per l'armamento principale della nave. Nel 1944 il Navy Bureau of Ships scrisse una relazione dove si suggeriva che uno dei boccaporti che portavano al magazzino della polvere nera avrebbe potuto essere stato lasciato aperto, forse anche con la presenza di materiali infiammabili stoccati nelle vicinanze; mentre secondo il Naval History & Heritage Command la polvere nera avrebbe potuto essere stata stipata al di fuori del magazzino corazzato. Per la seconda teoria, la bomba avrebbe penetrato il ponte corazzato e sarebbe esplosa direttamente all'interno di uno degli scomparti di dritta contenenti il munizionamento principale.
Il capitano di corvetta Samuel G. Fuqua, responsabile del controllo dei danni, ottenne la Medal of Honor, massima onorificenza statunitense, per il sangue freddo dimostrato mentre cercava di spegnere gli incendi sulla nave e salvare i superstiti. Premi postumi andarono al contrammiraglio Isaac Kidd, il primo ufficiale ucciso durante la guerra del Pacifico, e al capitano Franklin Van Valkenburgh, che raggiunto il ponte stava cercando di difendere la nave quando la bomba colpì i depositi delle munizioni. Alla nave stessa fu assegnata una service star per il suo servizio durante la seconda guerra mondiale.

### Salvataggio e memoriale

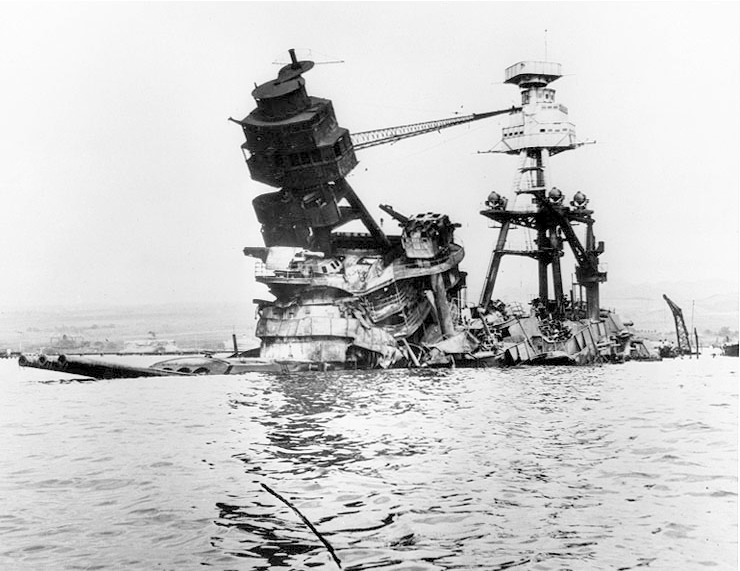
Il relitto dell'Arizona appoggiato sul basso fondale subito dopo l'attacco, col torrione principale parzialmente collassato e la torre 2 affiorante, che verrà poi recuperata

L'Arizona fu dichiarata temporaneamente fuori servizio a Pearl Harbor il 29 dicembre 1941 e fu radiata dal registro navale (Naval Vessel Register) il 1º dicembre 1942. Anche se in teoria avrebbe potuto essere recuperata, era così gravemente danneggiata dall'esplosione che non fu ritenuto opportuno farlo, a differenza di molte delle altre navi affondate nelle vicinanze. La sovrastruttura superstite fu demolita nel 1942 e il suo armamento principale fu recuperato nel corso dell'anno successivo. Le torri di poppa con i cannoni principali furono smontate e rimontate lungo le coste delle isole Hawaii: una di queste batterie, denominata "Pennsylvania", sparò con i suoi cannoni per la prima e ultima volta nell'agosto del 1945, durante il VJ Day (Victory over Japan Day – giornata della Vittoria sul Giappone); la vicina batteria "Arizona" non fu mai completata. Entrambe le torri anteriori furono lasciate sul posto, ma i cannoni della torre II furono recuperati e successivamente installati sulla corazzata Nevada nell'autunno del 1944; la Nevada utilizzò questi cannoni contro le isole giapponesi di Okinawa e Iwo Jima.

#### Arizona Memorial

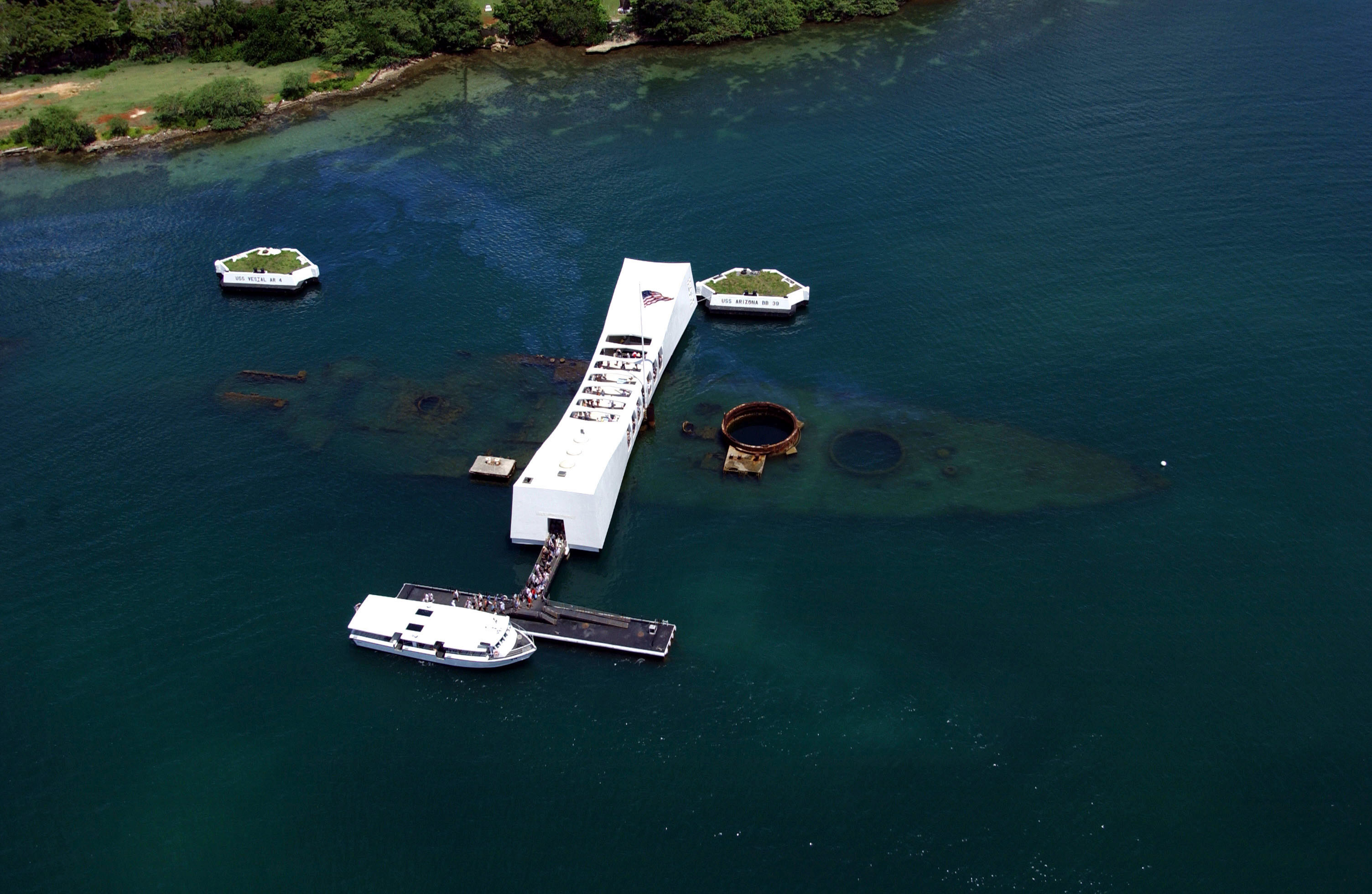
Un'immagine dell'Arizona Memorial nel porto di Pearl Harbor

Comunemente si crede che l'Arizona sia ancora nominalmente in servizio, come la USS Constitution; invece il relitto della corazzata è sotto il controllo del National Park Service (il servizio statunitense dei parchi nazionali), anche se l'US Navy ne conserva ancora formalmente la proprietà. all'Arizona è riservato il diritto, in perpetuo, di battere la bandiera degli Stati Uniti come se fosse ancora un vascello in servizio attivo.

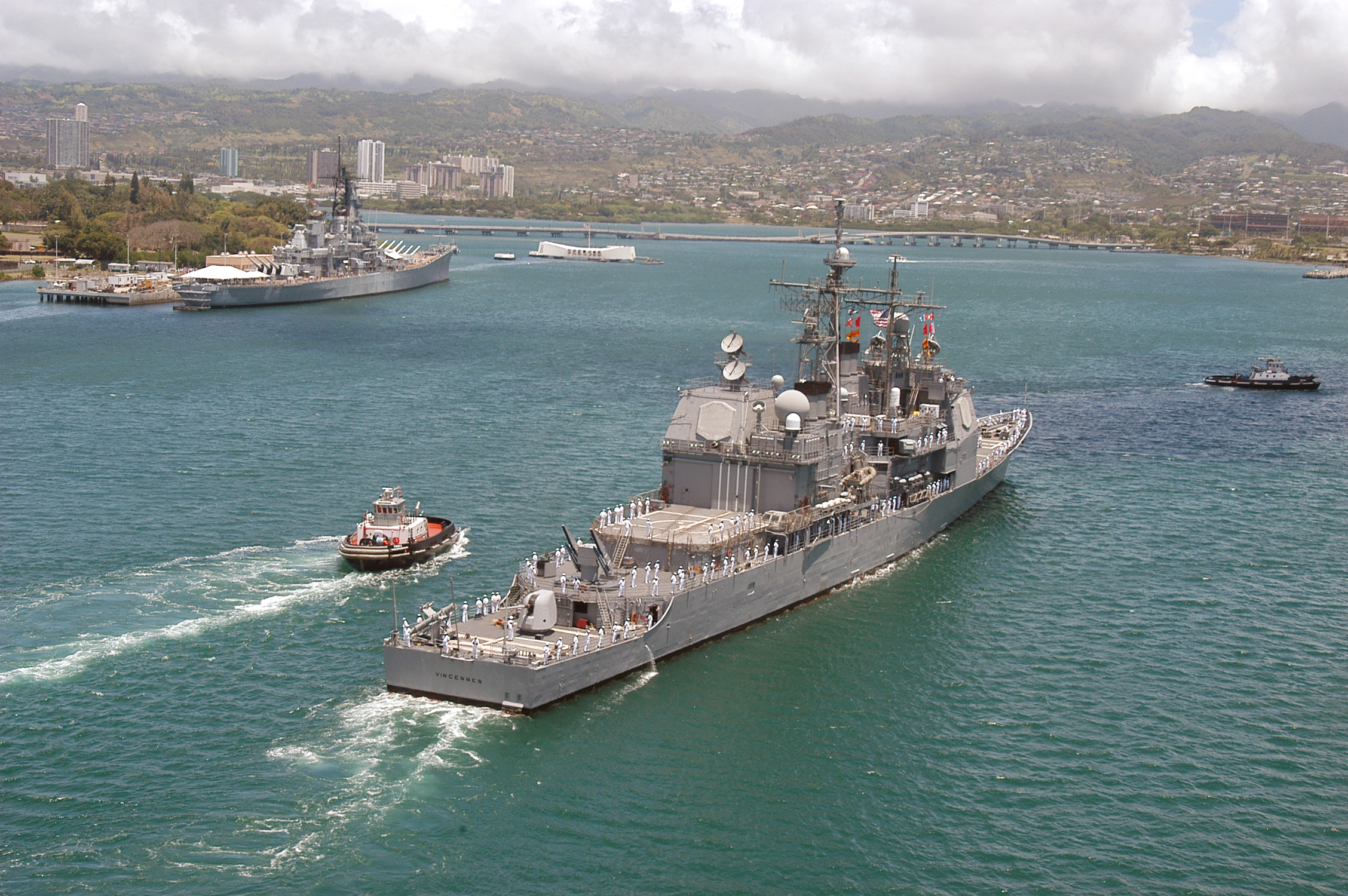
L'ingresso nel porto di Pearl Harbor dell'incrociatore classe Ticonderoga USS Vincennes, sullo sfondo la corazzata USS Missouri, tramutata in nave museo, e l'Arizona Memorial

Il relitto dell'Arizona restò a Pearl Harbor per commemorare gli uomini dell'equipaggio morti quella mattina di dicembre del 1941. Il 7 marzo 1950 l'ammiraglio Arthur W. Radford, allora comandante in capo della Flotta del Pacifico, istituì l'alzabandiera sul relitto. Leggi emanate durante le amministrazioni dei presidenti Dwight D. Eisenhower e John F. Kennedy, portarono alla designazione del relitto a monumento commemorativo nazionale nel 1962: il monumento fu costruito sopra i resti sommersi della nave, tra cui una sala della memoria che elenca su una parete di marmo i nomi dei membri dell'equipaggio caduti. Il monumento fu inserito, il 15 ottobre 1966, nel National Memorial, il registro nazionale dei luoghi storici; la stessa nave è stata designata il 5 maggio 1989 come National Historic Landmark, ovvero monumento storico nazionale..
Ai membri dell'equipaggio sopravvissuti all'attacco giapponese è riservata la possibilità che le loro ceneri siano collocate all'interno della nave, assieme ai loro compagni caduti; invece i veterani che hanno servito a bordo della nave in altri momenti possono richiedere che le loro ceneri siano disperse in acqua presso i resti della nave.
Mentre la sovrastruttura e due delle quattro torri principali sono state rimosse, la barbetta di una delle torri rimane visibile appena fuori dall'acqua. Settantuno anni dopo il suo affondamento, ancora vi sono perdite di olio dallo scafo, con più di 2,18 litri che fuoriescono verso il porto tutti i giorni. La Marina, in collaborazione con il National Park Service, ha recentemente curato una mappatura completa e computerizzata dello scafo, facendo sempre attenzione a onorare e rispettare il suo ruolo di cimitero di guerra. La Marina sta prendendo anche in considerazione mezzi non intrusivi per diminuire la perdita continua di olio evitando un ulteriore degrado ambientale del porto.
Una delle campane originali dell'Arizona pende ora dal campanile dello studentato dell'università dell'Arizona e viene suonata dopo ogni vittoria casalinga della squadra di football dell'università. Un albero e un'ancora sono esposti presso il Wesley Bolin Memorial Plaza poco ad est del museo Arizona State Capitol a Phoenix. Altri reperti dalla nave, come ad esempio il servizio d'argento, sono in mostra permanente presso l'Arizona State Capitol Museum.

## Comandanti
Lista di comandanti dell'USS Arizona e relativa data di assunzione del comando:
1. Capitano John Daniel McDonald: 17 ottobre 1916;
2. Capitano Josiah Slutts McKean: 18 febbraio 1918;
3. Capitano John Havens Dayton: 11 settembre 1918;
4. Capitano William Woodward Phelps: 26 giugno 1920;
5. Capitano Jehu Valentine Chase: 11 giugno 1921;
6. Capitano George Ralph Marvell: 24 dicembre 1921;
7. Capitano John Russell Young Blakely: 27 luglio 1922;
8. Capitano Percy Napier Olmstead: 29 novembre 1923;
9. Capitano Harlan Page Perrill: 27 giugno 1925;
10. Capitano William Theodore Tarrant: 23 maggio 1927;
11. Capitano Victor Ashfield Kimberly: 27 giugno 1928;
12. Capitano Ward Kenneth Wortman: 4 settembre 1928;
13. Capitano Thaddeus Austin Thomson Jr.: 29 aprile 1930;
14. Capitano Charles Seymour Freeman: 20 settembre 1930;
15. Capitano Charles Sylvanus Kerrick: 20 giugno 1932;
16. Capitano MacGillivray Milne: 30 settembre 1933;
17. Capitano George Martin Baum: 10 dicembre 1934;
18. Capitano George Andrew Alexander: 8 giugno 1936;
19. † Capitano Alfred Winsor Brown Sr.: 11 dicembre 1937;[N 1]
20. Capitano Wallace Benjamin Phillips: 7 settembre 1938;
21. Capitano Isaac Campbell Kidd Sr.: 17 settembre 1938;
22. Capitano Harold Cecil Train: 5 settembre 1940;
23. † Capitano Franklin Butler Van Valkenburgh: 5 febbraio 1941;[N 2]
24. Tenente comandante Samuel Glenn Fuqua: 7 dicembre 1941;